# سیارک ۱۳۷۶۴
سیارک ۱۳۷۶۴ (به انگلیسی: 13764 Mcalanis، نامگذاری:1998SW135) سیزده هزار و هفتصد و شصت و چهارمین سیارک کشف شده‌است که در ۲۶ سپتامبر ۱۹۹۸ کشف شد.
قدر مطلق سیارک برابر ۱۷.۰ است.